# Řád Ušakova
Řád Ušakova (rusky Орден Ушакова) byl sovětský vojenský řád určený pro námořní důstojníky. Založen byl 3. března 1944 a byl udělován „důstojníkům válečného námořnictva Sovětského svazu za vynikající úspěch ve vypracování, provedení a zajištění bojů a operací na moři, v jejichž průběhu bylo dosaženo vítězství nad početně převažujícím nepřítelem“. Pro poddůstojníky a řadové mužstvo byla určena Medaile Ušakova. Pojmenován byl na počest ruského admirála Fjodora Ušakova, jenž je považován za zakladatele ruského vojenského námořního umění. Prvními držiteli řádu se stali viceadmirál Pavel Ivanovič Boltunov a generálporučík Vasilij Vasiljevič Jermačenkov, přesto odznak s pořadovým číslem 1 nosil viceadmirál Vladimir Filippovič Tribuc.
Řád byl zachován v rámci systému vyznamenání Ruské federace usnesením Nejvyššího sovětu Ruské federace z 20. března 1992, avšak do roku 2010 neměl statuta a oficiální popis a dosud nebyl v Ruské federaci udělen.

## Vzhled řádu
Sovětský řád sestával ze středového medailonu, na němž bylo znázorněno zlaté poprsí admirála Ušakova, okolo něj azbukou psaný zlatý nápis АДМИРАЛ УШАКОВ (admirál Ušakov). Medailon leží na černé kotvě a je v horní části ovinut řetězem, v dolní pak zlatými dubovými ratolestmi. Vše pak leží na platinové pěticípé hvězdě. V případě 2. třídy je poprsí admirála stříbrné, chybí zlaté dubové ratolesti a hvězda je pozlacená. Některé varianty mají uprostřed dubových ratolesti položen srp s kladivem.
Stuha u 1. třídy je bílá s světle modrým lemovým proužkem a středovým pruhem ve stejné barvě, u 2. třídy je pak bílá se světle modrým postranním pruhem.
Řád Ruské federace zachovává medailon s poprsím admirála, ležícím na kotvě jako u staršího sovětského řádu, avšak platinová pěticípá hvězda v pozadí je nahrazena čtyřcípou hvězdou ze stejného kovu. Vše navíc ještě leží na platinovém, modře smaltovaném tlapatém kříži.

## Dělení
Sovětský řád byl rozdělen do dvou tříd, přičemž 1. třída byl udělena 47krát a 2. třída 194krát.
Ruský řád dosud (rok 2010) nebyl udělen.